# سیارک ۲۶۶۶۱
سیارک ۲۶۶۶۱ (به انگلیسی: 26661 Kempelen، نامگذاری:2000WY67) بیست و شش هزار و ششصد و شصت و یکمین سیارک کشف شده‌است که در ۲۷ نوامبر ۲۰۰۰ کشف شد.
قدر مطلق سیارک برابر ۸.۹ است.